# وب‌پی
وب پی یا وپی (به انگلیسی: WebP) فرمت تصویری جدیدی است که با هدف کاهش حجم عکس‌ها، بدون کاهش محسوس کیفیت آن‌ها و در نتیجه افزایش سرعت بارگذاری صفحات اینترنت، توسط شرکت گوگل ارائه شده است. گوگل این فرمت جدید تصویری را که گفته شده است حجم تصاویر را تا ۴۵ درصد، بدون افت محسوس کیفیت کاهش می‌دهد، جایگزین مناسبی برای فرمت‌های قدیمی JPEG و PNG می‌داند. فرمت وب‌پی از هر دو تکنیک فشرده‌سازی بی اتلاف و فشرده‌سازی با اتلاف برای کاهش حجم داده استفاده می‌کند.
در رابطه با بهترین فرمت عکس برای طراحی و تاریخچه و مزایای تصاویر وبپی “WebP” این فرمت در سال ۲۰۱۲ توسط گوگل با هدف جایگزینی برای فایل‌های عکس PNG و JPEG عرضه شد. در ساختار تصاویر با فرمت WebP به دلیل استفاده از ساختار کد برای ذخیره‌سازی اطلاعات، حجم این عکس‌ها با کاهش روبرو شده است.
با این حال پس از گذشت سال‌های زیادی از انتشار این فرمت، با عدم استقبال کاربران اینترنتی مواجه شد. معمولاً سرویس‌های مهمی که از این فرمت برای نمایش عکس‌های سایت و برنامه‌هایشان استفاده می‌کنند، زیر مجموعه‌های شرکت گوگل هستند.
شرکت‌های مهم گرافیکی مانند ادوب و شرکت‌های الکترونیکی – کامپیوتری مانند اپل بعد از سال‌ها پشتیبانی از این فرمت را به آرامی شروع کرده‌اند.
بیشتر کاربران طراح وب و گرافیک به فرمت WebP روی خوش نشان نمی‌دهند. همچنین تمایل به تبدیل فرمت WebP به JPEG و PNG بیشتر از حالت برعکس این مورد می‌باشد.

## ویژگی‌های تصاویر WebP
- عکس‌های WebP به صورت برداری – بیت مپی هستند
- اساس کار فایل‌های WebP تزریق کدهای ساختاریافته به فایل‌های HTML است
- عدم افت کیفیت در هر ابعادی (به دلیل ماهیت برداری بودن)

### قابلیت‌های دیگر
- فایل‌های عکس WebP را نمی‌توانید در داخل فایل‌های عکس GIF استفاده کنید.
- به دلیل استفاده از ساختار کدهای ساختار یافته برای کدینگ تصاویر WebP امکان افزودن فایل‌های مخرب به داخل این تصویرها وجود دارد. به همین جهت از دانلود عکس‌های WebP از منابع غیر معتبر خوداری کنید.
- به دلیل عدم استقبال برنامه‌های ویرایشگر عکس و مرورگرهای محبوب استفاده از تصویرهای WebP برای سایت‌ها پیشنهاد نمی‌شود.
- در حال حاضر پسوند WebP به صورت رسمی توسط سیستم‌های مدیریت محتوا مانند وردپرس پشتیبانی نمی‌شود.[اصلاحیه: پسوند WebP از نسخه ۵٫۸ به بعد در هسته اصلی وردپرس پشتیبانی می‌شود.

## تکنولوژی
وب پی الگوریتم فشرده سازی با اتلافی است که بر پایه کد برنامه‌نویسی قاب داخلی فرمت تصویری VP8 و فرمت فایل تبادل منابع (RIFF) به عنوان یک فرمت ظرف نوشته شده است. به این ترتیب، آن یک طرح تحول پایه بلوکی با ۸ بیت عمق رنگ و یک مدل روشنایی-رنگ با شبه مدل رنگ با نسبت ۱ به ۲ است(YCvCr 4: 2: 0)

## پشتیبانی
در میان مرورگرهای وب، گوگل کروم و اپرا به صورت بومی WebP را پشتیبانی می‌کنند.
پیام‌رسان تلگرام از WebP برای استیکرهای خود استفاده می‌کند و ادعا دارد که ۵ برابر سریعتر نسبت به فرمت‌های دیگر (مانند PNG) که معمولاً در برنامه‌های پیام رسانی استفاده می‌شود قابل نمایش است.

## تأثیر وب‌پی بر سئو تکنیکال وب‌سایت
این فرمت به دلیل کاهش قابل توجه حجم تصاویر باعث بهبود سرعت بارگذاری سایت‌ها می‌شود، این افزایش سرعت به‌صورت غیر مستقیم و از دیدگاه سئو تکنیکال تأثیر مثبتی بر ارتقاء رتبه سایت در موتورهای جستجو دارد.
در صورت استفاده از وردپرس در طراحی سایت، با نصب افزونه رایگان WebP Express می‌توان از مزایای فرمت وب‌پی در وب‌سایت بهره‌مند شد. وردپرس از نسخهٔ ۵٫۸ به صورت رسمی از فرمت Webp (وب‌پی) پشتیبانی می‌کند.

## سایت‌های مبدل webp
وب‌سایت‌های زیر ابزاری آنلاین و رایگان برای تبدیل تصاویر به webp هستند.
- ابزار https://www.freeconvert.com/webp-converter
- ابزار https://ezgif.com/webp-maker